# André Lajoinie
André Lajoinie, né le 26 décembre 1929 à Chasteaux (Corrèze) et mort le 26 novembre 2024 à Cusset (Allier), est un homme politique et directeur de la rédaction français.
Membre du Parti communiste français, il est notamment conseiller régional d’Auvergne, député de l'Allier et président du groupe communiste à l'Assemblée nationale. Soutenu par le PCF, il est candidat à l'élection présidentielle de 1988, où il réunit 6,76 % des suffrages exprimés.

## Biographie

### Famille et jeunesse
Deuxième de quatre enfants, André Lajoinie grandit dans une famille paysanne modeste de Corrèze. Son père est proche des radicaux-socialistes et joue un rôle d’écrivain public dans le village. Sa mère, très pieuse, va à la messe tous les dimanches. Jusqu’à ses 12 ans André Lajoinie est enfant de chœur.
Pendant l'occupation, sa famille ravitaille un maquis de la résistance.
Après l'obtention du certificat d'études, il doit, à regret, arrêter sa scolarité pour aider son père dans la ferme familiale. Sa famille n’avait en effet pas les moyens de lui payer des études plus poussées. Il en ressentit un sentiment d’injustice, élément que l'on peut sans doute citer comme l’un des facteurs ayant favorisé son engagement communiste. Il travailla alors en famille sur l’exploitation.

### Premiers engagements politiques
En 1946, âgé de 16 ans, il adhère aux Jeunesses communistes puis, deux ans plus tard, au Parti communiste français, tout comme son père. En 1954, il devient permanent de la Fédération corrézienne des syndicats d’exploitants agricoles et en 1957, il est secrétaire fédéral du PCF, chargé de la propagande. En juillet 1958, lors d’une manifestation contre la guerre d'Algérie à Brive, il est grièvement blessé par les forces de police et, plongé dans le coma, doit subir une trépanation. Soigné dans un premier temps à Tulle, puis à l’hôpital Sainte-Anne à Paris, il lui faudra de nombreux mois pour se rétablir.

### Dirigeant et élu communiste

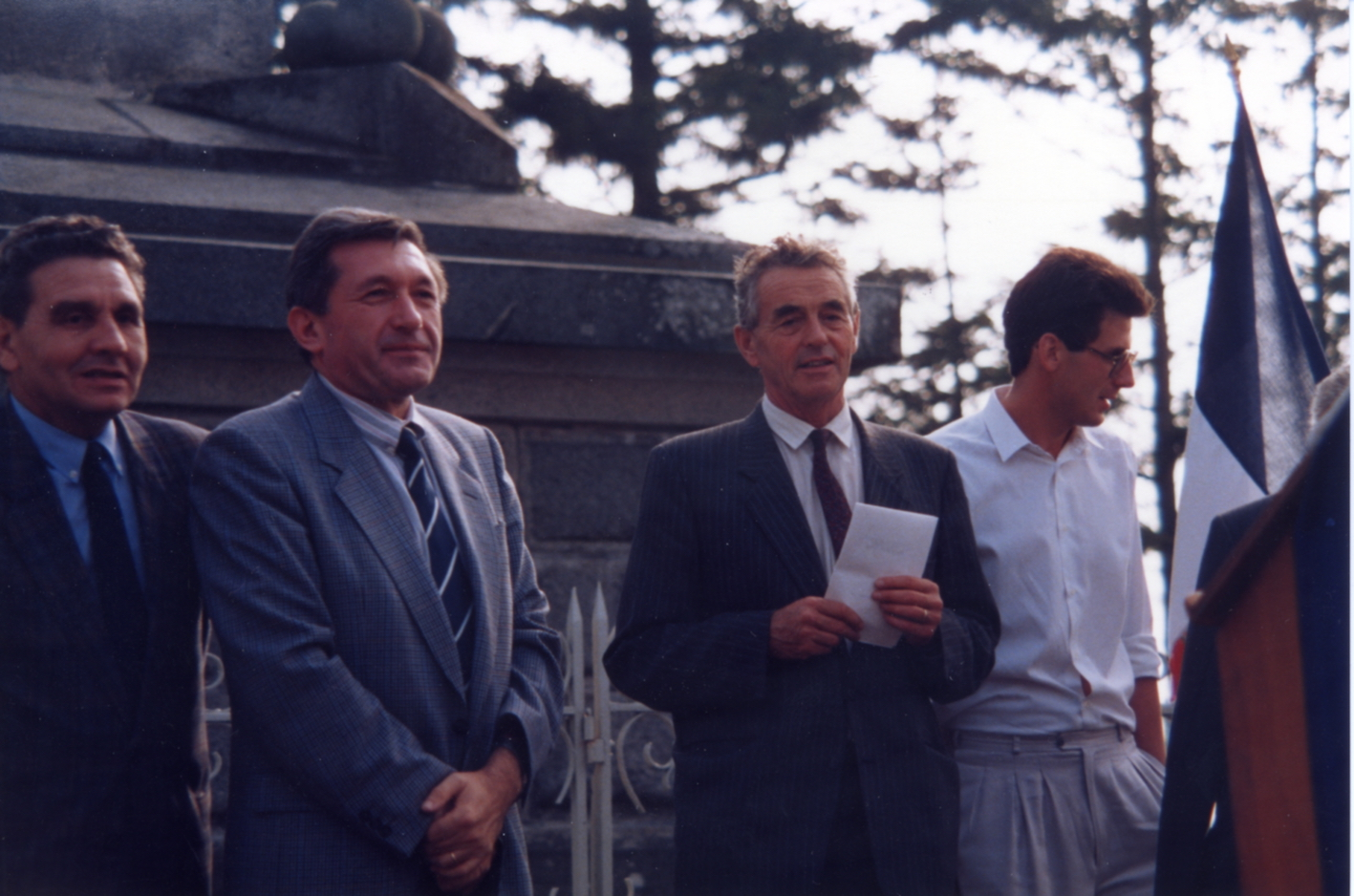
André Lajoinie au moulin de Valmy en 1988.

En 1963, à la demande de Gaston Plissonnier, il devient permanent du parti à Paris, dans la section agraire du comité central. Il est élu comme suppléant au Comité central en 1972 (titulaire en 1976), nommé secrétaire de la commission paysanne en 1973, élu suppléant au bureau politique en 1976 (titulaire en 1979, responsable de la commission agricole) et au secrétariat du Parti en 1982. Il s’installe à La Courneuve (Seine-Saint-Denis) dans la cité des 4000, avec son épouse Paulette Rouffiange, avec laquelle il a eu un fils, Laurent, journaliste sportif.
Spécialiste des questions agricoles, Lajoinie défendait « une agriculture à dominante familiale, avec des structures à taille humaine ». Il est vu comme l'une des incarnations du « communisme rural », avec Waldeck Rochet, au sein d'un parti traditionnellement mieux implanté dans les villes populaires et les usines,.
Après des tentatives d'implantation électorales non couronnées de succès en Corrèze, son département d'origine (deux défaites successives aux élections cantonales de 1961 dans le canton de Larche), il s'établit dans l'Allier en 1973, d'abord à Montluçon puis à Saint-Pourçain-sur-Sioule. Il y est élu député en 1978, succédant à Pierre Villon, et réélu en 1981, 1986 et 1988. Battu aux élections de 1993 par l'UDF, Bernard Coulon, maire de Saint-Pourçain-sur-Sioule, il retrouve son siège de député lors de celles de 1997. Il est parfois moqué pour ses origines modestes, caricaturé dans un tract concurrent avec des sabots au pied lors de sa première candidature à la députation en 1978. Il préside le groupe communiste à l'Assemblée nationale du 10 février 1981 à 1993. De 1997 à 2002, il préside la commission de la production et des échanges de l'Assemblée nationale.
Comme député, il mène la campagne « 40 milliards de francs pour l’école, pas pour l’armement ». De même, il fait adopter plusieurs mesures comme l’augmentation de la prime de rentrée scolaire, des améliorations des petites retraites paysannes, le début des installations de voitures électriques dans des collectivités locales, des améliorations en faveur du logement social et une loi anti-licenciements en 1992. Il prend aussi une part très active dans l’adoption de la loi Gayssot contre le racisme et l’antisémitisme, ainsi que dans les multiples initiatives pour la libération de Nelson Mandela et la fin du régime d’apartheid en Afrique du Sud. Il est également engagé contre les réformes successives de la politique agricole commune et contre le traité de Maastricht.
Candidat à l'élection présidentielle française de 1988, il fait face à la candidature dissidente de Pierre Juquin qui est soutenu par le Parti socialiste unifié, la Ligue communiste révolutionnaire, la Fédération pour une gauche alternative et une minorité des militants de SOS Racisme,,. Avec des meetings placés sous le triptyque « Justice, liberté, paix » et le soutien de la CGT, Lajoinie se montre critique envers le bilan du président sortant François Mitterrand, candidat à sa réélection, dont il dénonce depuis 1981 les « cadeaux au patronat ». Il réunit 6,76 % des voix au premier tour, se classant cinquième sur les neuf candidats.

### Directeur de presse écrite
Il est directeur de l'hebdomadaire La Terre de 1977 à 1996 et de Économie et politique, la revue marxiste d'économie du PCF.

### Retrait de la vie politique
En 2002, il quitte la vie politique en ne sollicitant pas sa réélection comme député.

### Mort
André Lajoinie meurt le 26 novembre 2024 à Cusset à l'âge de 94 ans,,. Ses obsèques se tiennent dans la matinée du 6 décembre à la salle des associations de Vichy (Allier), avant son incinération.

## Détail des mandats et fonctions
- Député de l'Allier de la troisième circonscription (1978-1993, puis 1997-2002)
- Président du groupe communiste à l’Assemblée nationale de 1981 à 1993
- Conseiller régional d’Auvergne de 1978 à 1988 et de 1992 à 1998
- Président de l’Association nationale des élus communistes et républicains (ANECR) (1994-?)[17].

## Distinctions
- Chevalier de la Légion d'honneur (juin 1996)[18].

## Ouvrages
- Avec Jean Flavien (préf. Gaston Plissonnier), L’agriculture dans les pays socialistes d’Europe, Éditions sociales, Paris 1976.
- À cœur ouvert (entretiens d’André Lajoinie avec Roland Passevant). Éditions Messidor, Paris 1987.
- L’enjeu agricole et alimentaire (entretien d’André Lajoinie avec Gérard Le Puill et Fabien Raynaud). Éditions sociales, Paris 1989.